# Paul Gross
Paul Michael Gross (ur. 30 kwietnia 1959 w Calgary) – kanadyjski aktor, producent, reżyser, piosenkarz i pisarz. Odtwórca roli konstabla Bentona Frasera w serialu telewizyjnym Na południe (1994–1998), za którą otrzymał cztery Nagrody Gemini (1995, 1996, 1998, 1999).

## Życiorys
Urodził się w Calgary w Albercie, jako syn Renie Gross (z domu Dunne), pisarki i historyka sztuki, i Roberta „Boba” Grossa, zawodowego żołnierza, pułkownika i dowódcy czołgu.
Studiował aktorstwo na Uniwersytecie Alberty w Edmonton, ale porzucił studia na trzecim roku. Powrócił później, aby uzyskać dyplomu sztuk pięknych. Wystąpił w głównych rolach w kilku przedstawieniach szekspirowskich, takich jak Jak wam się podoba jako Sylwiusz, Sen nocy letniej jako Lizander, Hamlet w roli tytułowego duńskiego księcia, czy Romeo i Julia jako Romeo Monteki.
Zadebiutował na ekranie jako sprzedawca, który zostaje wciągnięty w seksualną psychodramę, w dreszczowcu psychologicznym Cold Comfort (1989) z Margaret Langrick. Film był uhonorowany nagrodą Genie.

## Filmografia

### aktor
Filmy
- 2021 – The Middle Man jako szeryf
- 2018 – Na pożegnanie (The Parting Glass) jako Sean
- 2015 – Beeba Boys jako Jamie
- 2015 – Hyena Road jako kapitan Pete Mitchell
- 2010 – Gunless jako Montana Kid
- 2008 – Passchendaele: Trzecia bitwa (Passchendaele) jako Michael Dunne
- 2008 – Hooked on Speedman jako Paul
- 2004 – Wilby Wonderful jako Buddy French
- 2004 – H2O jako Thomas David McLaughlin
- 2002 – Faceci z miotłami (Men with Brooms) jako Chris Cutter
- 1997 – 20000 mil podmorskiej żeglugi (20,000 Leagues Under the Sea) jako Ned Land
- 1994 – Paint Cans jako Morton Ridgewell
- 1994 – Moc uścisków (XXX's & OOO's) jako Bucky Dean
- 1994 – Whale Music jako Daniel Howl
- 1993 – Szaleństwo w Aspen (Aspen Extreme) jako T.J. Burke
- 1989 – Słaba pociecha (Cold Comfort) jako Stephen Miller
- 1985 – Turning to Stone jako Billy

Seriale
- 2009 – Eastwick(inne języki) jako Darryl Van Horne
- 2008 – Koń trojański (The Trojan Horse) jako Thomas David McLaughlin
- 2004 – The Greatest Canadian jako gospodarz programu
- 2003 – Slings and Arrows jako Geoffrey Tennant
- 2002–2005 – Jedenasta godzina (The Eleventh Hour) jako Tony Joel
- 1994–1998 – Na południe (Due South) jako konstabl Benton Fraser
- 1993 – Miejskie opowieści (Tales of the City) jako Brian Hawkins
- 1991 – The Red Green Show jako Kevin Black
- 1988 – Chasing Rainbows jako Jake Kincaid
- 1987–1994 – Street Legal jako Steven Hines
- 1985–1992 – The Ray Bradbury Theater jako Skip (1990)

### reżyser
- 2015 – Hyena Road
- 2008 – Passchendaele: Trzecia bitwa (Passchendaele)
- 2002 – Faceci z miotłami (Men with Brooms)

### scenarzysta
- 2015 – Hyena Road
- 2008 – Passchendaele: Trzecia bitwa (Passchendaele)
- 2002 – Faceci z miotłami (Men with Brooms)

### kompozytor
- 2002 – Faceci z miotłami (Men with Brooms)

### producent
- 2015 – Hyena Road
- 2008 – Koń trojański (The Trojan Horse)
- 2008 – ZOS: Zone of Separation
- 1994–1998 – Na południe (Due South)